# Porina ocoteae
Porina ocoteae är en lavart som beskrevs av Brand & Sérus. Porina ocoteae ingår i släktet Porina och familjen Porinaceae.   Inga underarter finns listade i Catalogue of Life.